# Малі Селменці
Малі́ Се́лменці (угор. Kisszelmenc) — село в Ужгородському районі Закарпатської області.

## Назва
У 1995 р. назву села Солонці було змінено на Малі Селменці.

## Розташування
Село є крайнім західним населеним пунктом України. Відстань до райцентру становить близько 16 км і проходить автошляхом Т 0702. З 2005 року у селі діє пункт пропуску Малі Селменці на кордоні із Словаччиною. Зі словацького боку знаходиться пункт пропуску «Великі Селменці», у окрузі Михайлівці, Кошицький край, на автошляху місцевого значення у напрямку Вельких Капушан.

## Історія
Село засноване (закріпачене) в другій половині XIII ст. шляхтичем Марцелом, нащадки якого до свого прізвища додавали прикладку «селменські» (de Scelemencz).
У XIII—XV ст. село відоме в письмових джерелах під назвами: «Scelemencz», «Zelemencz», «Kis Zelmencz». У 1427 році село оподатковано від 9 порт. У XVI ст. у Малих Селменцях проживала лише шляхта та желярі. У 1599 році тут нараховувалося 6 селянських господарств та садиба землевласника. З 1588 року в селі діє костел, у якому проповідували протестантські пресвітери.
У 1715 році у Малих Селменцях проживало 2 желярські родини. Костел знову став католицьким.
Джерела XVIII ст. відносять Малі Селменці до мадярських сіл.
До 1946 року Селменці були одним селом, яке належало до Велькокапушанського району Словаччини, 1946 року село було розділено між СРСР і Чехословаччиною, більша частина, Вельке Слеменце залишилась у Словаччині.
Як пише угорський письменник Міклош Зелей у книжці про Селменці: «Московський солдат, чеський солдат, угорський солдат – байдуже, який: ти завжди мусиш знати, що сказати. Тримай напоготові переконливу історію. А опісля краще напитись».

## Населення
Згідно всеукраїнського перепису населення 2001 року, в селі Малі Селменці проживали 200 осіб.
Склад населення за рідною мовою був таким:
| мова       | кількість осіб | частка, % |
| ---------- | -------------- | --------- |
| угорська   | 185            | 92,50     |
| українська | 15             | 7,50      |
| всього     | 200            | 100       |

## Сучасність
Зі словацького боку знаходиться пункт пропуску «Великі Селменці», в окрузі Михайлівці, Кошицький край, на автошляху місцевого значення у напрямку Вельких Капушан.
Словацький режисер Ярослав Войтек зняв документальний фільм про історичну абсурдність поселення. 72-хвилинний фільм «Кордон» (Hranica) був знятий між 2001 та 2007 роками. На 13-му Міжнародному фестивалі документального кіно Jihlava фільму було присуджено кращу премію східноєвропейського кіно.

## Туристичні місця
- Зі словацького боку знаходиться пункт пропуску «Великі Селменці»
- З 1588 року в селі діє храм 